# Xin Jian Zhen
Die Xin Jian Zhen (新鑒真號; auch Xinjianzhen geschrieben) ist ein 1994 in Dienst gestelltes Fährschiff der chinesischen Reederei China-Japan International Ferry. Sie steht auf der Strecke von Shanghai ins japanische Kōbe und Osaka im Einsatz.

## Geschichte
Die Xin Jian Zhen entstand unter der Baunummer 372 in der Werft der Onomichi Dockyard in Onomichi und lief am 12. Januar 1994 vom Stapel. Nach ihrer Ablieferung an China-Japan International am 15. April 1994 nahm sie am 23. April 1994 den Fährdienst von Shanghai nach Kōbe und Osaka auf. Sie ersetzte dort die 1974 gebaute, ehemals japanische Fähre Jian Zhen.
Für eine Überfahrt von Shanghai nach Osaka benötigt die Xin Jian Zhen zwei Tage. Hierbei kommt sie auf zwei verschiedenen Routen zum Einsatz: Die Hauptstrecke führt das Schiff durch die Seto-Inlandsee, die Ersatzstrecke durch den Kii-Kanal.
Die Xin Jian Zhen kann bis zu 250 Container laden und besitzt 80 Anschlüsse für Kühlcontainer. Das Schiff befördert auch kommerzielle Fahrzeuge, jedoch keine privaten PKW. Die Xin Jian Zhen besitzt Kapazität für bis zu 355 Passagiere. Die Kabinen an Bord sind in Erster und Zweiter Klasse eingeteilt. Die Unterkünfte der Zweiten Klasse bestehen aus Mehrbettkabinen und Schlafsälen im japanischen Stil mit Liegematten. Die Unterkünfte Erster Klasse reichen von komfortableren Mehrbettkabinen über Zweibettkabinen bis hin zur Royal Cabin, der teuersten Kabinenkategorie. Zur Ausstattung an Bord des Schiffes gehört ein Restaurant, eine Karaoke-Bar, eine Café-Lounge, ein Mah-Jongg-Raum und ein Tischtennis-Raum.

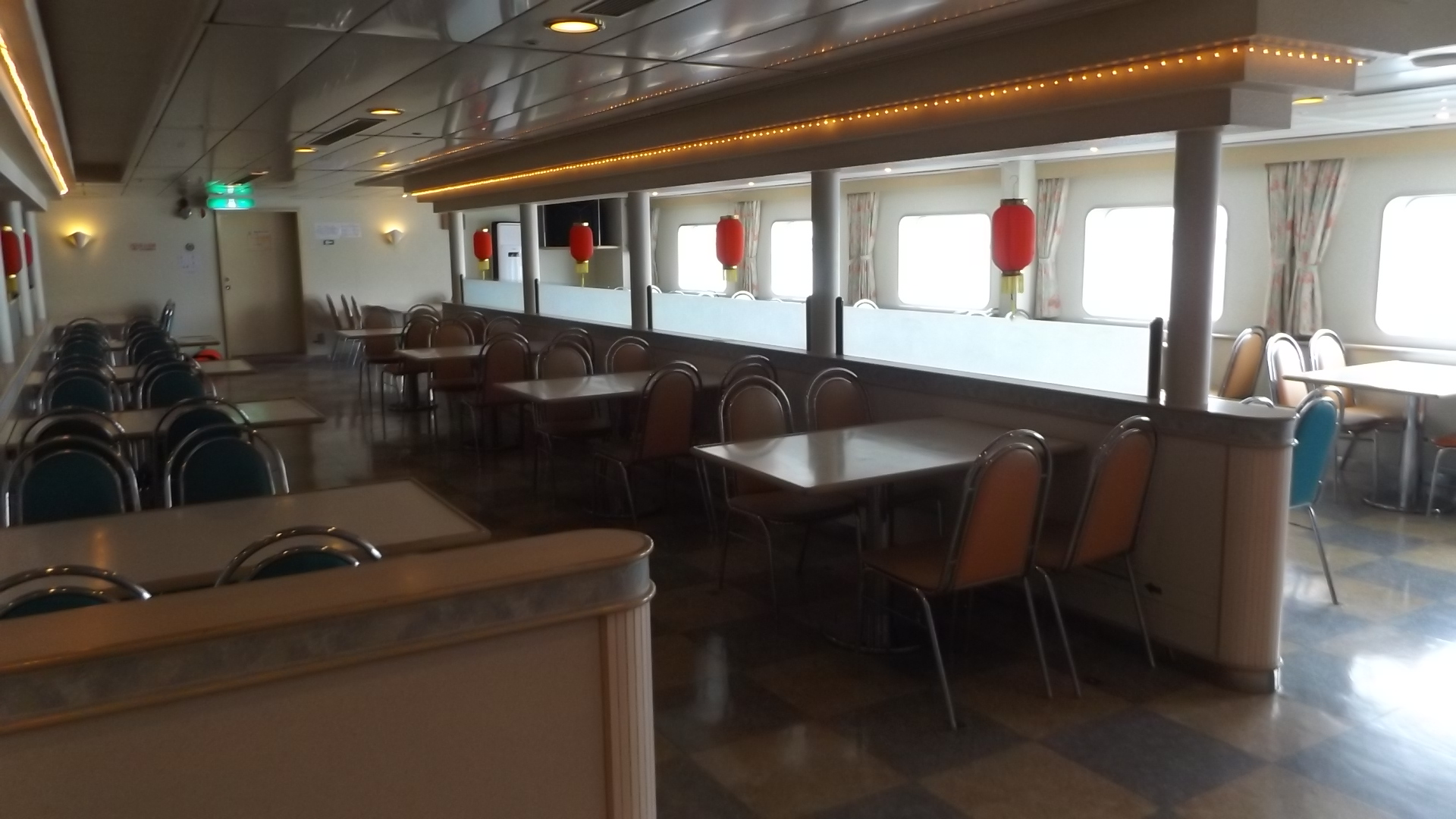
Restaurant
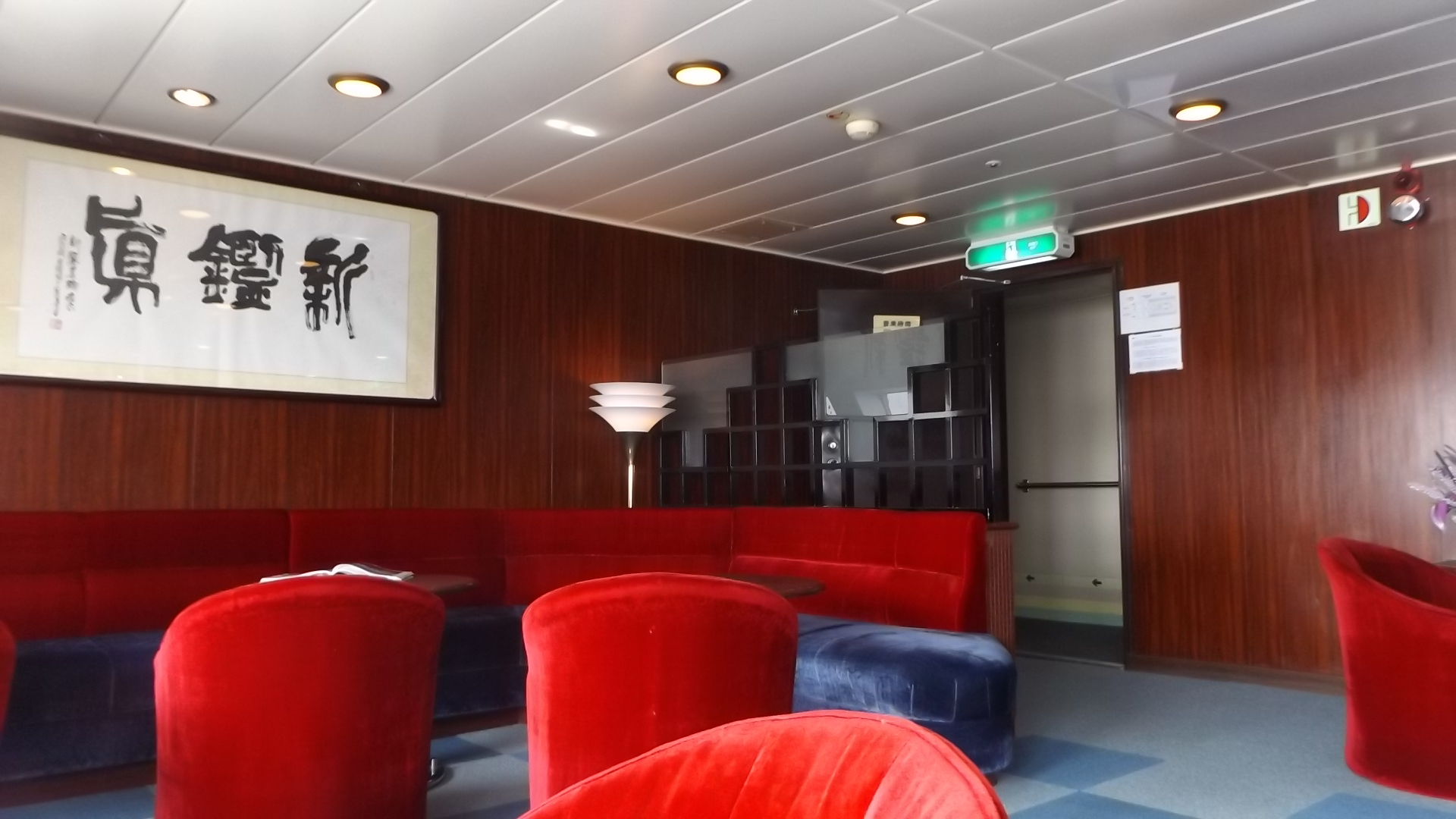
Café-Lounge
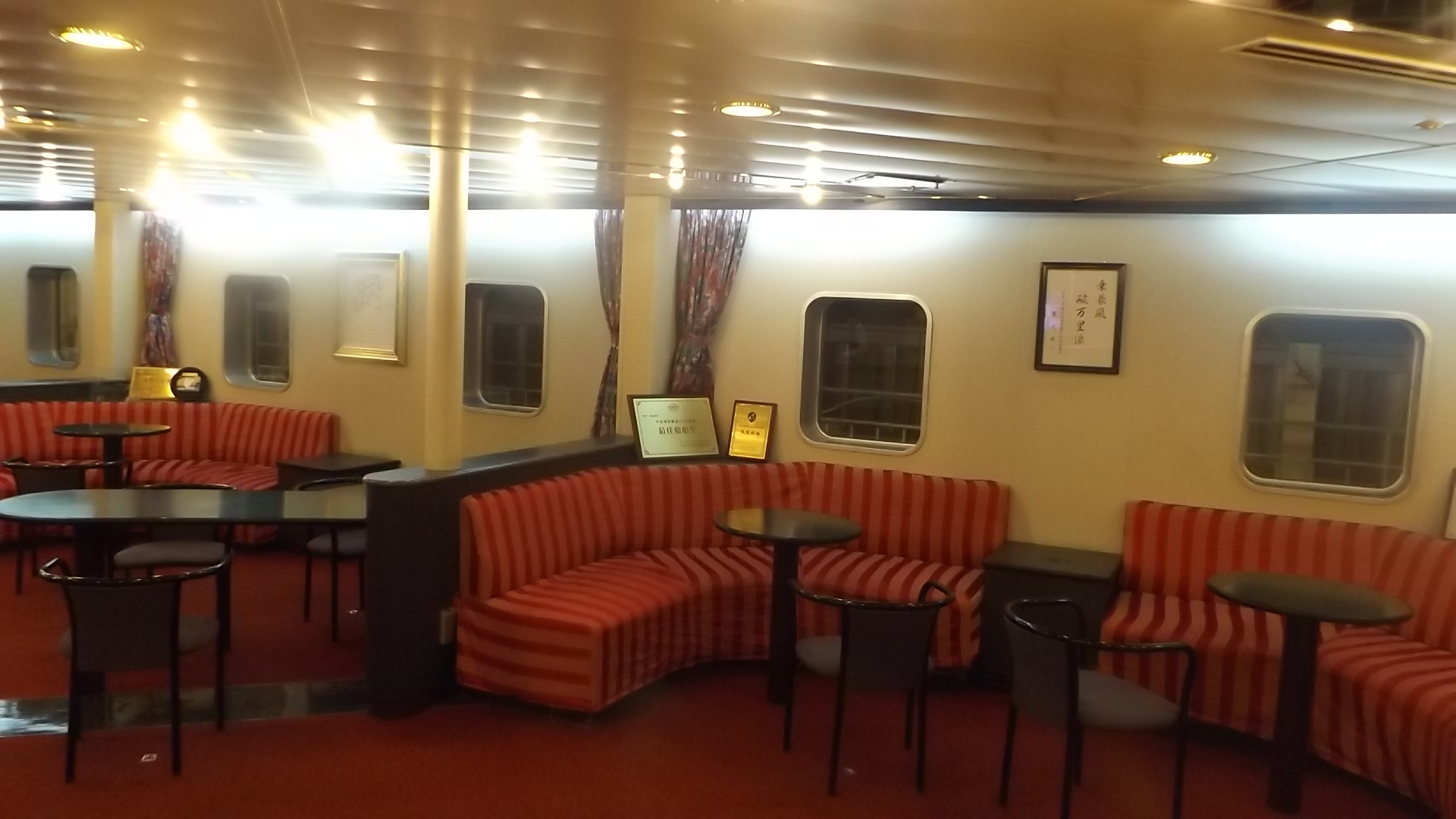
Karaoke-Bar
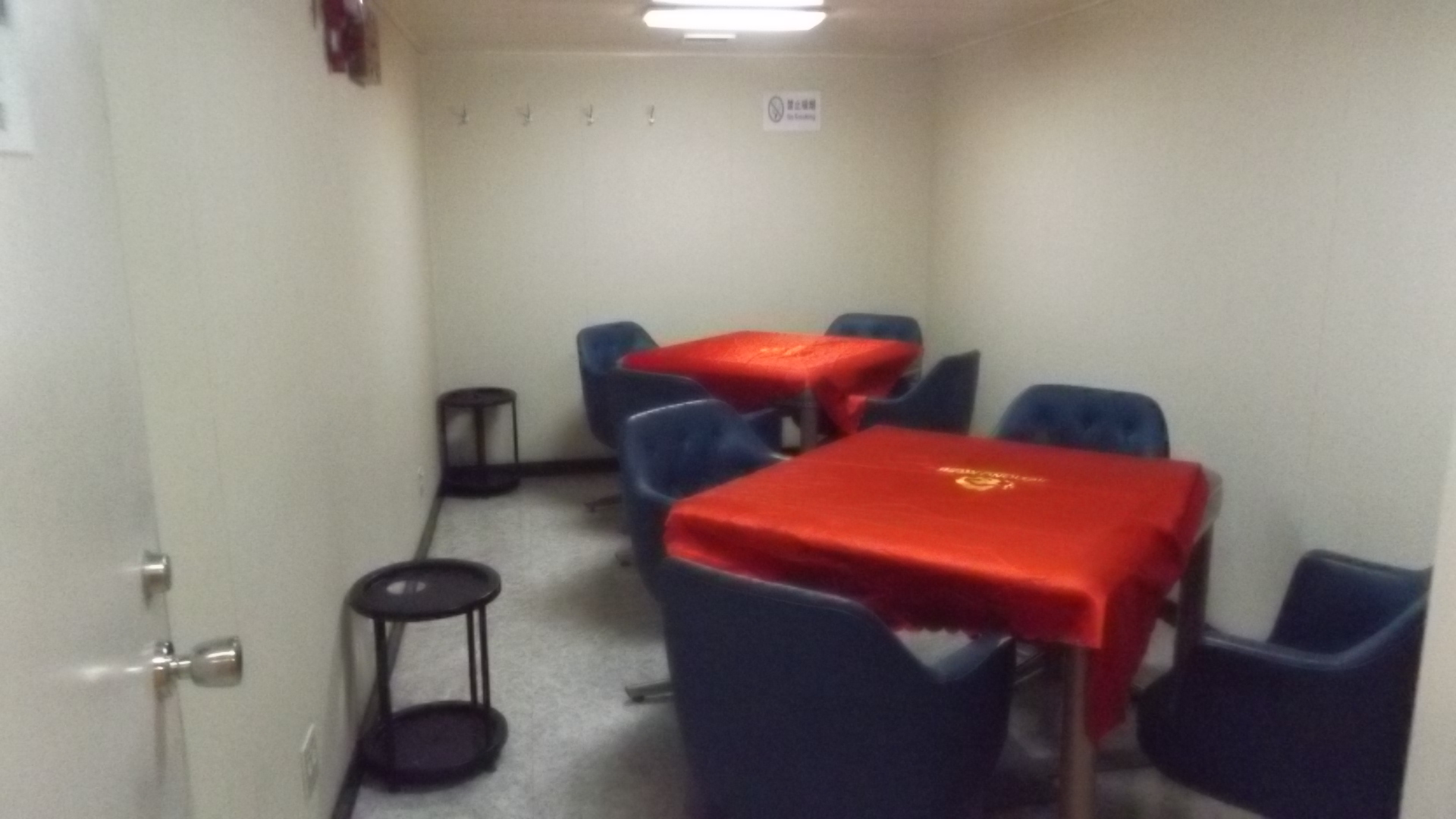
Mah-Jongg-Raum